# Katiola (underprefektur)
Katiola är en underprefektur i Elfenbenskusten. Den ligger i departementet med samma namn, i den centrala delen av landet, 160 km norr om huvudstaden Yamoussoukro.